# Cabañas de Yepes
Cabañas de Yepes – miejscowość położona na płaskowyżu Mesa de Ocaña (hiszp. Stół Okani), w prowincji Toledo, w regionie Kastylia-La Mancha w Hiszpanii.
Posiada 265 mieszkańców (według spisu powszechnego INE z 2006).